# Эрдман, Юрий Карлович
Юрий Карлович Эрдман (3 сентября 1904, Томск — 1981) — советский психиатр.

## Биография
Учился в Томском университете, на медицинском факультете, который окончил в 1926 году.
Карьеру психиатра начинал в Томске, потом работал по той же специальности в Рязани. Оттуда переехал в Москву, в клинику известного психиатра и исследователя П. Б. Ганнушкина. Имел контакты со всемирно известными психиатрами: О. В. Кербиковым, В. М. Морозовым, А. О. Эдельштейном, А. Н. Молоховым.
С 1935 по 1937 год совмещал учёбу в аспирантуре с серьёзными научными исследованиями. В частности, занимался синдромом Корсаковского психоза (рассеянный склероз)[уточнить].
В июне 1941 года по инициативе органов НКВД был отправлен на Алтай. Причиной этому послужило его немецкое происхождение. Там в октябре 1941 года он принял должность врача-ординатора при психиатрическом отделении городской больницы Барнаула. Позже назначен заведующим психиатрическим отделением. До 1947 года был единственным в Алтайском крае квалифицированным врачом-психиатром.
В 1948 году организовал первую и единственную в Барнауле и крае психиатрическую больницу на базе психиатрического отделения городской больницы. Впоследствии больница получила название «краевая психиатрическая больница № 2». В должности главного врача этой больницы проработал до 1963 года. С 1950 года организовал и вводил в строй краевую психиатрическую больницу № 1 (станция Повалиха).
В 1963 году организовал и построил Барнаульский психоневрологический диспансер (улица Луговая, д. 19). Состоял там в должности главного врача, до 1966 года. Наряду с руководством Барнаульской и Алтайской психиатрическими службами вводил в строй психиатрические больницы в городах Камень-на-Оби и Бийск и психиатрическое отделение в городе Горно-Алтайск.
Эрдман воспитал плеяду учеников и последователей, в их числе действительный член АМН врач-психиатр В. Я. Семке. Награждён орденом Трудового Красного Знамени, орденом «Знак Почета», несколькими медалями, знаком «Отличник здравоохранения». В 1958 году ему был присвоено звание заслуженного врача РСФСР.
В 2004 году, по коллективному ходатайству персонала психиатрической больницы, депутаты КСНД Алтайского края постановили о присвоении КГУЗ «Алтайская краевая клиническая психиатрическая больница» имени её основателя — Эрдмана Юрия Карловича. Теперь официально она именуется «Алтайская краевая клиническая психиатрическая больница имени Юрия Карловича Эрдмана».